# ホタル (映画)
『ホタル』は、2001年公開の降旗康男監督、高倉健主演の日本映画。東映創立50周年記念作品。
第25回日本アカデミー賞で13部門ノミネート。高倉も主演男優賞にノミネートされたが、「後輩の俳優に道を譲りたい」として辞退した。

## あらすじ
朝日に映える桜島を背に、漁船の上で黙々とカンパチの生簀に餌を撒き続ける男と、その姿を操舵室から見守る女がいた。男の名は山岡秀治、女は妻の知子。腎臓を患い透析を続けている知子のために、山岡は沖合いでの漁をやめ養殖をはじめる。二人を乗せた漁船「とも丸」は、子供がいない夫婦が我が子のように大切にしている船だった。
激動の「昭和」が終わり「平成」の世が始まったある日、藤枝という男が青森の冬山で亡くなったという知らせに山岡は愕然とする。山岡と藤枝はともに特攻隊の生き残りだった。昭和という時代の後を追い厳寒の雪山を独り歩む藤枝の姿が浮かび、山岡は唇をかみしめる。わずか一月前、故郷の青森から孫娘の真実を連れてはるばる鹿児島の知覧へ来たが、山岡とは会わぬまま帰途についた藤枝。毎年冬になると美味しい林檎を送ってくれたあの男がなぜ…友の想いを痛いほど知っている山岡だったが、それでもそう問いかけずにはいられなかった。
山岡が二十二歳の初夏。この鹿児島湾から幾つもの若く尊い命が、重い爆弾を抱えて飛び立った。永遠に帰れない片道飛行。しかし山岡や藤枝のように、役目を果たせず様々な想いを抱えたまま帰ってくる命もあった。そしてそんな命の数々を見つめ続けた人物がいた。山本富子…若者達から”知覧の母“と慕われた女性である。
四十数年後、山岡は富子からある頼みを受ける。体の自由が利かなくなった自分に代わって韓国へ行ってほしい―南の海に散っていった戦友・金山少尉の故郷が韓国だった。本名はキム・ソンジェ。知子の初恋の相手で、結婚を約束した男である…富子は山岡に、金山の遺品である故郷のお面飾りのついた財布を手渡す。そして山岡は、金山からもう一つ大切なものを預かっていた。許婚だった知子への最期の言葉…特攻が特攻に託した伝わるはずのなかったあの日の言葉は、今もまだ山岡の胸の奥にあるのだった。
容態が次第に悪化していた知子が、身の回りをすべて整理してあるのを知り立ち尽くす山岡。その山岡に宛てて藤枝が書いていたノートを、遥々届けに来た孫娘の真実。飛び立つ直前に見せた金山の笑顔…幾つもの人々の想いが、山岡の背を押していた。いつしか山岡の心には男として、夫として、二十世紀を生き抜いた人として、ひとつの決意が芽生えていた。

## キャスト
- 山岡秀治：高倉健
- 山岡知子：田中裕子
- 藤枝真実：水橋貴己
- 山本富子：奈良岡朋子
- 藤枝洋二：井川比佐志
- 金山文隆（キム・ソンジェ、김선재）：小澤征悦
- 緒形成文：小林稔侍
- 竹本：夏八木勲
- 鉄男：原田龍二
- 山崎：石橋蓮司
- 中嶋：中井貴一
- 戦時中の山岡秀治：高杉瑞穂
- 戦時中の藤枝洋二：今井淑未
- 戦時中の知子：笛木夕子
- 大塚久子：小林綾子
- 鈴木：田中哲司
- 藤枝真一：伊藤洋三郎
- 司会者：小林滋央
- ガイド：永倉大輔
- 中年の女性：好井ひとみ
- 北川：町田政則
- 山岡の母：姿晴香

## スタッフ
- 監督：降旗康男
- 脚本：竹山洋、降旗康男
- 音楽：国吉良一
- 撮影：木村大作
- 録音：本田孜
- 照明：渡辺三雄
- 美術：福澤勝広
- 編集：西東清明
- 助監督：佐々部清、高橋浩、細川光信、木川学
- 記録：石山久美子
- 別班撮影：佐々木原保志
- 音響効果：東洋音響（佐々木英世、西村洋一）
- 軍事指導：田中市郎衛門、飯田幸八郎、市川恭司
- CG：日本映像クリエイティブ
- 脚本協力：加藤阿礼
- 制作管理：生田篤
- 現像：東映化学
- 撮影協力：鹿児島県、鹿児島市、垂水市、知覧町、桜島町、山川町、日本エアシステム、知覧特攻平和会館、城山観光ホテル、薩摩酒造、フラワーパークかごしま、安東市河回村、河回別神クッ仮面劇保存会、大韓航空　ほか
- 製作者：高岩淡
- 製作委員：広瀬道貞（テレビ朝日）、田村雄二（住友商事）、阿部忠道（角川書店）、植村伴次郎（東北新社）、菅徹夫（日本出版販売）、後藤亘（エフエム東京）、箱島信一（朝日新聞）、日高康（高倉プロモーション）、佐藤雅夫（東映）
- 企画：坂上順、早河洋、竹岡哲朗
- プロデュース：石川通生、浅附明子、野村敏哉、上松道夫、木村純一、李延柱
- 製作：「ホタル」製作委員会 （東映、テレビ朝日、住友商事、角川書店、東北新社、日本出版販売、TOKYO FM、朝日新聞社、高倉プロモーション）

## 製作
『鉄道員（ぽっぽや）』の成功を受け、すぐに企画されたが、歴史的背景がある題材で、竹山洋と降旗康男のオリジナル脚本が固まるまで二転三転し、一時企画の言い出しっぺである高倉健が「やめたい」と言い出し、2000年にロケハンをやった後に一旦製作が中断した。
ロケハンに参加していた録音技師・紅谷愃一は東映の坂上順プロデューサーに「この中断はすべて白紙と考えていいのか。それとも現状は待機ということなのか」と聞いたら、「う～ん、白紙に近い中断だ」と言われた。そこへ今村組の『赤い橋の下のぬるい水』の参加要請が来た。それで坂上に「もし『ホタル』が再開するのであれば、しょうがない。今村組の現場を誰かに任せて、自分は仕上げだけやる。道義的には降旗組を蹴って、ほかの組に行くわけにはいかない」と言ったら、坂上はしばらく考えて「今村組をやっていい」とはっきり言った。
今村昌平にもそのことを話し、今村もはっきりOKしないけどしぶしぶ承諾する感じだった。結局、『赤い橋の下のぬるい水』の富山ロケをやっているときに、東映から『ホタル』を再開するからと参加要請があったが、その段階で『ホタル』に移ることはムリで『ホタル』を断ったという。

## ロケ地
鹿児島県垂水市海潟漁港、川辺郡知覧町（現・南九州市）、長野県蓼科、静岡県、韓国慶尚北道安東市河回村。

## エピソード
主演の高倉健は、日本海軍がロンジンを使っていたことを聞き、映画の撮影中、ベルトが紺色の銀のロンジンの腕時計をはめていた。その後高倉は、自身が演じた山岡秀治のモデルであった元特攻隊員・浜園重義に、映画のモデルとなったお礼にと、この腕時計をプレゼントしている。更にそのお返しをと考えた浜園から、中南部太平洋で数々の空戦において肌身離さず持っていたという懐中時計を贈られたが、高倉は「こんな大事なものは受け取れない」と恐縮し、壊れて動かなくなったこの懐中時計の修理をロンジン社に依頼。日本支社→アメリカ支社→スイス本社と経て無事に動くようになった懐中時計は高倉から再び浜園に送られ、そこには『自分も耳に当てて時を刻む音を聞いてみました。自分のことのようにうれしい』と書かれた高倉からの手紙も添えられていた。浜園は涙をポロポロ流しながらネジを回し、秒針が動き始めた懐中時計を、56年振りに戦友たちと再会するかのように何度も何度も撫でたという。

## 作品の評価

### 興行成績
公開当時、東映映画営業部門担当常務取締役だった岡田裕介は「"東映創立50周年記念作品"と冠を付けた本作、『RED SHADOW 赤影』『劇場版 仮面ライダーアギト PROJECT G4』『千年の恋 ひかる源氏物語』の4本のうち、コケたのは仮面ライダーだけで、後の3本はヒットしました。3勝1敗です」などと述べている。

### 批評家評
八木秀次によると、セリフや描き方に関する違和感を雑誌に書いたところ（「反戦映画に仕立てられたホタル」『諸君!』2001年9月号）、その一年後、それを読んだという朝日新聞社の幹部が「そろそろ話しても良い頃だと思う」と以下の趣旨の手紙を寄越したという。朝日新聞社は『ホタル』製作委員会のメンバーであり、その幹部は前もってシナリオに目を通すことのできる立場にあった。映画の中に鳥濱トメをモデルにした奈良岡朋子演じるところの富子に、特攻隊員を「殺したんだよっ」と絶叫させる場面がある。また、朝鮮出身の特攻隊員・金山少尉に「遺書に本当のことが書けるか」と言わせるシーンもある。前者は年若い特攻隊員を不憫に思って実の子供のようにかわいがり、戦後はその慰霊のために生涯を捧げた鳥濱トメの口からは出ることのない政治的メッセージに満ちた言葉であり、鳥濱トメの加害性すら強調したものである。後者は知覧の特攻平和会館に保存・展示されている特攻隊員の遺書すべてが虚飾と体面の集積と言わんばかりのものである。その幹部は映画の製作発表直後にそれに気づき、思い余って鳥濱トメのお嬢さんの赤羽礼子に事実確認の連絡を取った。シナリオの細部に目を通していなかった赤羽は驚き、すぐに東映に問い、その点を質した。その幹部も東映に掛け合い、「東映は酷い映画を作ろうとしていますね。まだご遺族も、特攻隊の生き残りの方も存命中です。ぜひシナリオを訂正すべきです」と進言した。やがて東映の枢要な立場の人から「趣旨は分かったのでなんとかしたい」と返事が来た。しかしその直後、「監督が一度フィルム・ラッシュを見て欲しいと言っているので、撮影所まで来てくれないか」ということになり、赤羽と幹部が撮影所まで出向し、問題の場面を見せられた。奈良岡朋子が絶叫するシーンはいつでも吹き替えができるように奈良岡朋子の背中が大写しになっており、それは「どうにでも致します」という意味であった。フィルム・ラッシュを見た赤羽と幹部は、「完成寸前にもかかわらず、東映が吹き替えの準備までしているなら、その誠意は分かった。決して認めるわけにはいかないが、裏方で携わった人たちの陰の苦労を考えて、あくまで東映のオリジナル・フィクションということならば、この件は以降『黙』とします」と述べて撮影所を辞去した。また、シナリオ段階の「遺書に本当のことが書けるか」というセリフは「検閲のある遺書に本当のことが書けるか」に改められていた。改悪であり、特攻隊員たちは遺書をしたためるに当たって検閲を想定し、建前を書いただけで決して本心は語らなかったということをほのめかすものであり、幹部はその意味に後で気づくことになるのだが、もう後の祭りであったという。
その上で、八木は、奈良岡朋子の後ろ姿が大映しになったシーンは、幹部が言うように吹き替えの用意ではなく、降旗監督が映画の本質的テーマを傷つけない範囲で譲歩したように見せるためのポーズであると批判している。その理由として、日本共産党の『前衛』で、『ホタル』に関して降旗監督の発言に触れた以下の文章をあげている。「彼ら（特攻隊員）の最後の日々を見とった食堂の女主人富子（奈良岡朋子）、彼女は年老いて食堂を引退することになり、町の人たちが感謝のつどいを開く。彼女は挨拶の途中、『あんな若い人たちを殺してしまった』と絶叫して、立ちすくみ、泣き崩れる。この『殺してしまった』という言葉は重要である。ここではそれを成すすべもなく、見送った自分への悔恨として語られているけれど、あの若者たちは『死んだ』のではなく、『殺された』というまぎれもない事実といや応なしに向かい合わされる。『殺した』最大の責任者こそ、小泉首相が参拝した靖国神社に合祀されたA級戦犯たちであり、あえていえば『日本の悲劇』が記録フィルムによって見せたように、昭和天皇もまた特攻隊員をほめそやし、はげました責任を免れない。特攻隊の若者たちは『死んだ』のではなく『殺された』という地点から、初めてことの真実が見えてくる。降旗監督は講演会で『ホタル』の製作過程を率直に語った。最初は生き残った特攻隊員と死んだ特攻隊員、その婚約者という男二人、女一人の人間関係からスタートした。何とかして昭和天皇の戦争責任をも描きたかったけれど、スタッフ全員の賛同を得られなかった。その結果、死んだ特攻隊員を朝鮮半島出身者とすることで『大日本帝国』全体の責任を問うことにしたという。（中略）『ホタル』は若い特攻隊員の死を悲しみ、悼む次元にとどまらず、大日本帝国が犯した加害の責任をもしっかりと視野に入れることになる」（映画評論家・山田和夫「日本映画は戦争をどう描いてきたか」『前衛』2001年11月号）。八木は、この説明から「殺したんだよっ」と富子に絶叫させるシーンが持つ政治性は明らかで、昭和天皇の責任をも含意したメッセージが込められた言葉であり、これは監督にとって絶対に譲ることのできない言葉であり、映画の構想の時点でもともと政治的イデオロギーがあり、むしろそれが出発点であって、特攻隊員や鳥濱トメはいわばそれを飾り立てる道具立てでしかなかったと批判している。八木は、降旗監督が揮毫した石碑が知覧の特攻平和会館前に立っているが、それはその会館に収められた遺書が検閲の結果のものに過ぎず、真実のことを書いていないものだと言い、会館や隣接する特攻平和観音のおおもとを作った鳥濱トメの実像を捻じ曲げた映画を撮った張本人のものであり、「自分がこの映画に描いた特攻隊員と鳥濱トメの像こそ真実だ」とその解釈を独占しようとして特攻平和会館の前に陣取っているとしか思えず、「彼ら（特攻隊員）を冒涜する映画『ホタル』とそれを撮った降旗康男という人物に憤りを禁じえない」と述べている。

### 受賞歴
- 2001年度 第44回ブルーリボン賞 助演女優賞（奈良岡朋子）

## 関連書籍
- 「水平線 ソロモンから沖縄特攻まで 零戦・艦爆搭乗員の記録」（浜園重義、知覧特攻平和会館）
- 「ホタル帰る 特攻隊員と母トメと娘礼子」（2001年5月1日、赤羽礼子・石井宏、草思社）
  - 2011年2月5日に草思社文庫で再発